# Мохаммед Махруфі
Мохаммед Махруфі (араб. محمد محروفي; нар. 1947) — марокканський футболіст, що грав на позиції півзахисника.
Виступав за клуб «Діфаа», а також національну збірну Марокко, у складі якої був учасником чемпіонату світу та Кубка африканських націй.

## Кар'єра
На клубному рівні виступав за команду «Діфаа».
У складі національної збірної Марокко був учасником чемпіонату світу 1970 року у Мексиці, де Марокко посіло останнє місце в групі, а Махруфі взяв участь у всіх трьох матчах — проти Болгарії, Перу і ФРН.
1972 року Махруфі взяв участь спочатку у Кубку африканських націй в Камеруні, де зіграв у всіх трьох матчах, а команда не подолала груповий етап.